# Anisodes dulcicola
Anisodes dulcicola är en fjärilsart som beskrevs av Paul Dognin 1911. Anisodes dulcicola ingår i släktet Anisodes och familjen mätare. Inga underarter finns listade i Catalogue of Life.